# NGC 3941

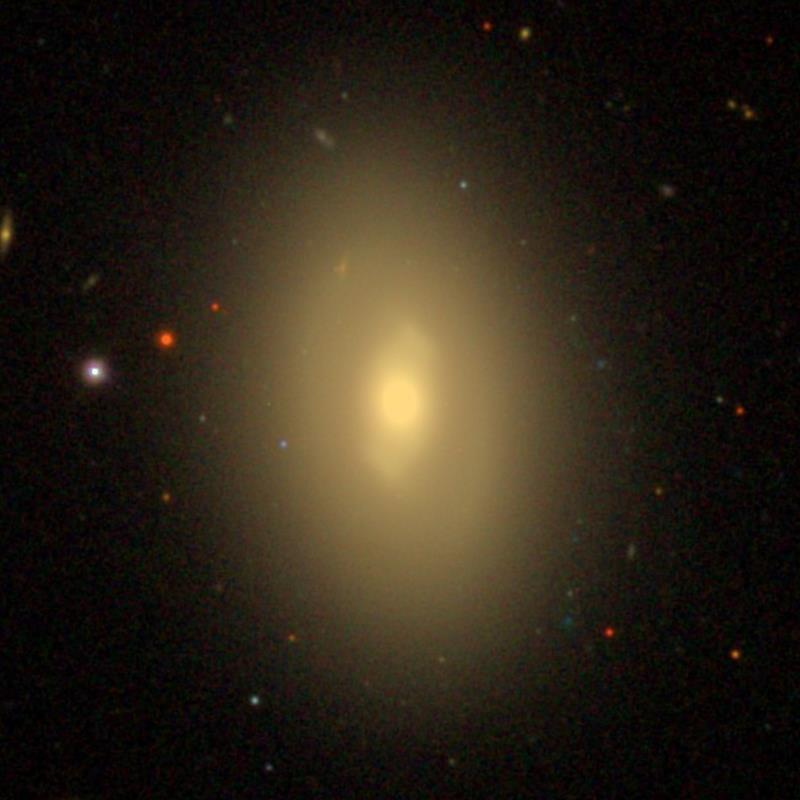
Hình ảnh của NGC 3941 bởi SDSS

NGC 3941 là tên của một thiên hà hình hạt đậu nằm trong chòm sao Đại Hùng. Tính từ trái đất, nó có khoảng cách vào khoảng 40 triệu năm ánh sáng và kích thước biểu kiến của nó cho kích thước xấp sỉ 40000 năm ánh sáng. Nó được khám phá bởi nhà thiên văn học người Anh gốc Đức vào năm 1787.
NGC 3941, NGC 3930 và UGC 6955 tạo thành một nhóm thiên hà nhỏ. Cái nhóm này là một phần của cụm các thiên hà thuộc chòm sao Đại Hùng.

## Đặc điểm
Thiên hà này có một cái đĩa khí mà có thể hình thành nên từ sự hợp thành của ít nhất hai thiên hà. Cái đĩa này có độ phân tán chậm, điều này nghĩa là nó đã đi vào sự ổn định. Khí ga hợp thành hai cái đai, cái đai bên trong thì gần như là tròn trịa trong hình ảnh HI, có nghĩa là nó nghiêng một góc từ 20° trở lên khi so với đĩa sao. Trong khi đó, cái đai bên ngoài thì có hình elip giống như cái đĩa thiên hà. Nó đối xứng với nhau và cho thấy dấu hiệu về những nhánh xoắn ốc mờ ở phía bên ngoài cái thanh chắn thiên hà chính. Trong hình ảnh hồng ngoại băng tần K, thanh chắn thì có hình thái kiểu ansae. Dựa trên sự thật rằng những cái nhánh xoắn ốc và chất khí thì luân phiên ở những vị trí khác nhau. Người ta cho rằng các chất khí ion hóa bên trong và bên ngoài là khí HI nằm ở vị trí nghiêng và gần như là vuông góc với đĩa thiên hà. Ngoài ra nó còn thể có một cái thanh chắn thứ hai.
NGC 3941 là thiên hà Seyfert loại 2. Trong vùng trung tâm của thiên hà này có một lỗ đen siêu khối lượng. Lỗ đen đó có khối lượng là khoảng 141 triệu lần khối lượng mặt trời khi dựa vào tốc độ phân tán.

## Dữ liệu hiện tại
Theo như quan sát, đây là thiên hà thuộc chòm sao Đại Hùng và dưới đây là một số dữ liệu khác:
Xích kinh 11h 52m 55.4s
Độ nghiêng +36° 59′ 11″
Giá trị dịch chuyển đỏ 930 ± 5 km/s
Cấp sao biểu kiến 10,3
Kích thước biểu kiến 3′.5 × 2′.3